# Nova Dacea, Polohî
Nova Dacea (în ucraineană Нова Дача) este un sat în comuna Semenivka din raionul Polohî, regiunea Zaporijjea, Ucraina.

## Demografie
Componența lingvistică a localității Nova Dacea
     Ucraineană (85%)
     Rusă (15%)
Conform recensământului din 2001, majoritatea populației localității Nova Dacea era vorbitoare de ucraineană (85%), existând în minoritate și vorbitori de rusă (15%).